# Museu Palestino
O Museu Palestino é um museu localizado em Birzeit, cidade 25 km ao norte de Jerusalém, na Cisjordânia, na Palestina. Aberto em 18 de maio de 2016, o museu é um projeto da Welfare Association, organização sem fins lucrativos para o desenvolvimento de projetos humanitários na Palestina.

## Sobre

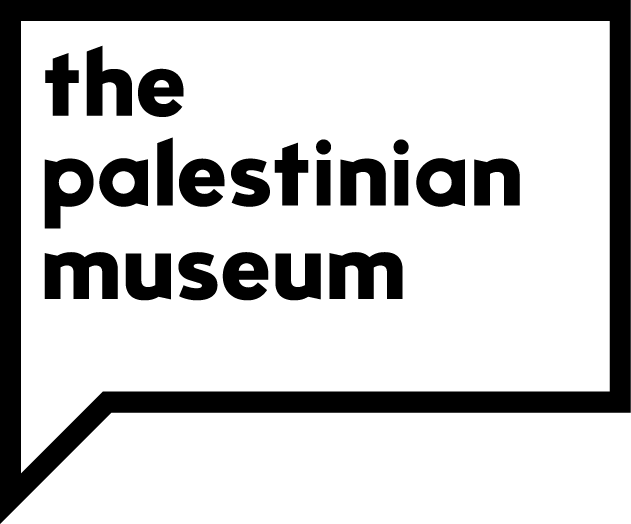
Logotipo do Museu.

O projeto inicial, concebido em 1997, pretendia criar um memorial para o 50º aniversário da Nakba ("catástrofe”), marco da criação do Estado de Israel. Mais tarde, o projeto ganhou um viés mais amplo  e passou a abordar a história, a sociedade, a arte e a cultura palestinas desde o início do século XIX, buscando se tornar um centro simbólico da diáspora internacional, que, em 2016, somava cerca de seis milhões de palestinos ao redor do mundo.
O museu foi definido como um local inovador para o desenvolvimento e comunicação de pesquisas, conhecimento e novas interpretações sobre a sociedade palestina, sua arte, história e cultura. Em maio de 2015, aderiu oficialmente ao Conselho Internacional de Museus.
Em maio de 2016, foi anunciado que Mahmoud Hawari, especialista em arte, arquitetura e arqueologia islâmica, do Centro de Pesquisa Khalili da Universidade de Oxford sucederia Jack Persekian no cargo de diretor do museu. Persekian foi deposto pelo conselho após três anos e meio em atividade.

## Museu sem fronteiras
O projeto do Museu Palestino pretende transcender fronteiras políticas e geográficas e abordar as questões de mobilidade acarretadas pelo conflito israelo-palestiniano. Através de parcerias locais, regionais e internacionais, e de centros afiliados, busca conectar palestinos em todo o mundo. Com uma extensa rede de parcerias dentro da região, se estabeleceu como um centro para a atividade cultural.

## Edifício
O museu ocupa uma área de quatro hectares, doados pela vizinha Universidade Birzeit. O projeto arquitetônico foi definido por meio de uma competição internacional, realizada em 2011, e é assinado pelo escritório irlandês Heneghan Peng, o mesmo a projetar o Grande Museu Egípcio.
O edifício possui um desenho moderno, recortado no calcário branco, que contrasta com a paisagem árida. O espaço reúne áreas de exposição e pesquisa, um anfiteatro, área destinada aos programas educativos, um pequeno café e um jardim onde foram plantadas espécies originárias da região, como amendoeiras, damascos, romãs e amoreiras.
O custo do edifício é estimado em 24 milhões de dólares. Os fundos foram provenientes de mais de 30 famílias e instituições palestinas privadas, incluindo a Fundação al-Qattan, o Banco da Palestina (de propriedade privada) e o Fundo Árabe para o Desenvolvimento Social e Econômico.